# بژوزوویتس (استان اوپوله)
بژوزوویتس (به لهستانی: Brzozowiec) یک منطقهٔ مسکونی در لهستان است که در گمینا نامسووو واقع شده‌است.